# Charles Kiraly
Charles Frederick „Karch“ Kiraly (* 3. November 1960 in Jackson, Michigan) ist ein ehemaliger US-amerikanischer Volleyball- und Beachvolleyballspieler. Er wurde in beiden Disziplinen Olympiasieger, zweimal in der Halle und einmal im Sand. Mit dem US-Team gewann er außerdem die Weltmeisterschaft. Seit 2012 ist er Trainer der Frauen-Nationalmannschaft. 2014 führte er das Team zum erstmaligen Gewinn der Weltmeisterschaft.

## Karriere
Karch Kiraly wurde als Sohn ungarischer Flüchtlinge geboren, die nach dem Aufstand in Ungarn 1956 in die USA geflohen waren. Seine Familie ging nach seiner Geburt nach Kalifornien, wo er später in Santa Barbara die High School besuchte und bereits während dieser Zeit in die US-Junioren-Nationalmannschaft berufen wurde. 
Nach dem High-School-Abschluss begann er ein Biochemie-Studium an der Universität von Los Angeles. Seine Volleyballmannschaft führte er als deren bester Spieler zu drei nationalen Meisterschaften 1979, 1981 und 1982 und er wurde auch Nationalspieler. Bei den Olympischen Sommerspielen 1984 in Los Angeles gewann er mit dem US-Team seine erste olympische Goldmedaille. 1986 wurde er zudem Weltmeister und gewann bei den Olympischen Sommerspielen 1988 in Seoul seine zweite Goldmedaille. 
Nach den Olympischen Spielen in Seoul beendete Kiraly seine Karriere in der Nationalmannschaft und spielte von 1990 bis 1992 beim italienischen Spitzenclub Il Messaggero Ravenna, mit dem er 1991 die Volleyball-Klub-Weltmeisterschaft gewann und 1992 italienischer Vizemeister wurde. Danach kehrte er wieder in die USA zurück und wurde Beachvolleyballprofi. Mit seinem Partner Kent Steffes gewann er bei den Olympischen Spielen 1996 in Atlanta die Goldmedaille im Beachvolleyball. Er ist damit der erste Spieler, der sowohl in der Halle wie auch am Strand Olympiasieger wurde. Außerdem hält er den Rekord mit den meisten Profisiegen im Beachvolleyball (insgesamt 148) und einem erspielten Preisgeld von über 3,1 Mio. US-Dollar.
2001 wurde Karch Kiraly in die „Volleyball Hall of Fame“ aufgenommen.
Am 22. Oktober 2007 verkündete Kiraly das Ende seiner Karriere. Zuletzt hatte er immer wieder mit Verletzungen zu kämpfen.
Karch Kiraly lebt mit seiner Frau sowie seinen zwei Söhnen in San Clemente, Kalifornien. Dort konzentriert er sich auf seine Volleyballnachwuchs-Akademie, die Karch Kiraly Volleyball Academy.
2009 wurde er Co-Trainer der US-amerikanischen Frauen-Nationalmannschaft. Nach dem Gewinn der Silbermedaille bei den Olympischen Spielen 2012 übernahm er das Amt des Cheftrainers. 2014 wurden die amerikanischen Frauen mit ihm als Trainer durch ein 3:1 im WM-Finale gegen China erstmals Weltmeister.

## Ehrungen
- AVP Best Defensive Player 2002
- AVP Best Offensive Player 1990, 1993, 1994
- AVP Comeback Player of the Year 1997
- AVP Miller Lite Cup Champion 1996
- AVP Most Inspirational 1998
- AVP Most Valuable Player 1990, 1992, 1993, 1994, 1995, 1998
- AVP Outstanding Achievement 2004
- AVP Special Achievement 2002
- AVP Sportsman of the Year 1995, 1997, 1998
- AVP Team of the Year 2004 (mit Mike Lambert)